# Annelida (classification phylogénétique)
Cette page a pour objet de présenter un arbre phylogénétique des Annelida (Annélides ou Vers annelés), c'est-à-dire un cladogramme mettant en lumière les relations de parenté existant entre leurs différents groupes (ou taxa), telles que les dernières analyses reconnues les proposent. Ce n'est qu'une possibilité, et les principaux débats qui subsistent au sein de la communauté scientifique sont brièvement présentés ci-dessous, avant la bibliographie.

## Arbre phylogénétique
Le cladogramme présenté ici ne possède qu'une valeur indicative. Il n'est pas forcément consensuel, et on peut toujours se référer à la bibliographie au bas de l'article.
Le symbole ▲ renvoie à la partie immédiatement supérieure de l'arbre phylogénétique du vivant. Le signe ► renvoie à la classification phylogénétique du groupe considéré. Tout nœud de l'arbre portant plus de deux branches montre une indétermination de la phylogénie interne du groupe considéré.
Les habitudes typographiques des botanistes et des zoologistes sont différentes. Ici, par commodité de lecture, et certains groupes actuels relevant des deux domaines traditionnels, les noms de taxons supérieurs au genre sont tous écrits en caractères droits, les noms de genres ou d'espèces en italiques.
À la suite d'un taxon, sa période d'apparition, quand elle est connue, peut être indiquée suivant la légende suivante :
(Plé) : Pléistocène ; (Pli) : Pliocène ; (Mio) : Miocène ; (Oli) : Oligocène ; (Éoc) : Éocène ; (Pal) : Paléocène ; (Cré) : Crétacé ; (Jur) : Jurassique ; (Tri) : Trias ; (Per) : Permien ; (Car) : Carbonifère ; (Dév) : Dévonien ; (Sil) : Silurien ; (Ord) : Ordovicien ; (Camb) : Cambrien ; (Edi) : Édiacarien. Pour plus de précision si possible, (-) : inférieur ; (~) : moyen ; (+) : supérieur.

```
▲

└─o 
Annelida

  ├─o 
Chaetopteridae

  └─o
    ├─o 
Aciculata

    │ ├─o
    │ │ ├─o clade orbinioïde-parergodrilide
    │ │ └─o 
Eunicida

    │ ├─? 
Myzostomida

    │ └─o 
Phyllodocida

    │   └─o
    │     ├─o 
Aberrantidae

    │     └─o 
Amphinomida

    └─o
      ├─?
      │ ├─o 
Cirratuliformia

      │ │ └─? 
Sipuncula

      │ └─o
      │   ├─o
      │   │ ├─o 
Cossuridae

      │   │ └─o 
Paraonidae

      │   └─o
      │     ├─o
      │     │ ├─o 
Scalibregmatidae

      │     │ └─o 
Opheliidae

      │     └─?
      │       ├─o 
Archiannelida
 
s.s.

      │       └─o
      │         ├─o 
Sternaspidae

      │         └─o clade sabelloïde-spionoïde
      └─o
        ├─o clade térébelloïde-capitelloïde
        │ ├─o 
Terebellida

        │ └─o 
Capitellida

        │   └─o  
Echiura
 ou 
Echiurida

        └─o
          ├─o 
Siboglinidae
 ou 
Pogonophora

          │ └─o 
Vestimentifera

          └─o 
Clitellatomorpha

            ├─o 
Aphanoneura

            └─o 
Clitellata

              ├─o 
Capilloventridae

              └─o
                ├─o 
Haplotaxida
 ou 
Tubificina

                └─o
                  ├─o 
Crassiclitellata
 ou 
Lumbricina

                  └─o
                    ├─o 
Lumbriculidae

                    └─o 
Hirudinoidea

                      ├─o 
Acanthobdellidae

                      └─o 
Hirudinea

                        ├─o 
Branchiobdellida

                        └─o 
Euhirudinea
```

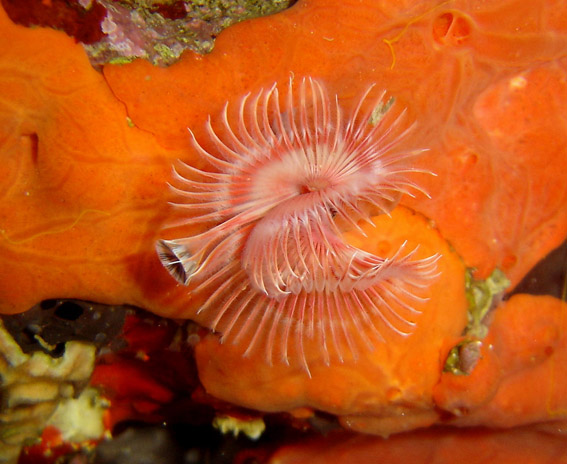
Serpula vermicularis (Polychaeta)
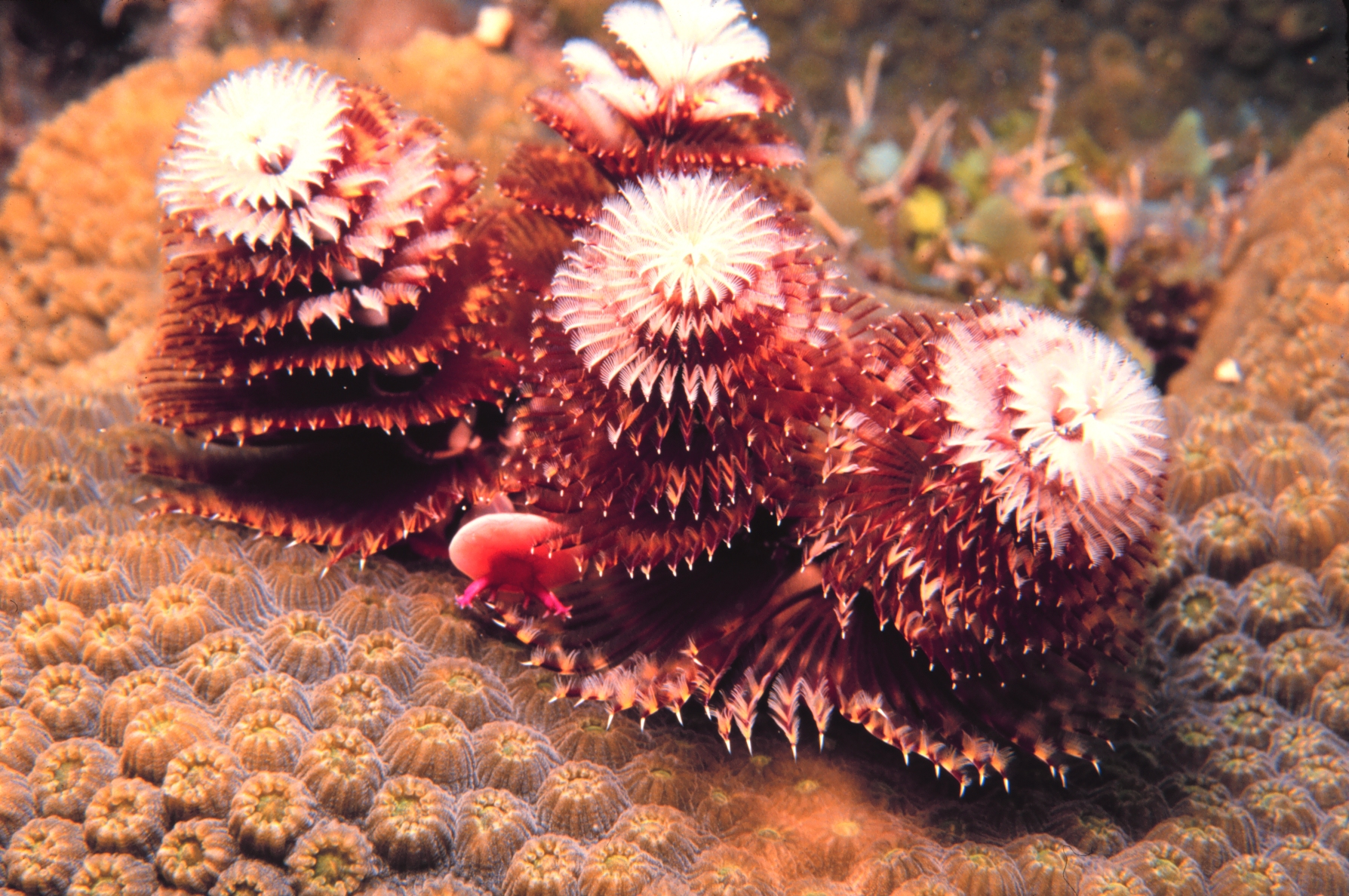
Spirobranchus giganteus (Polychaeta)
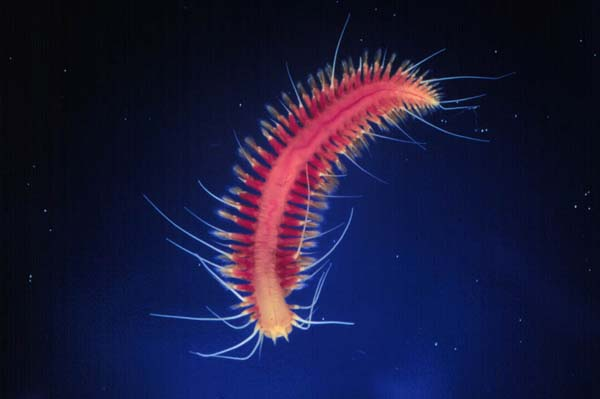
Hesiocaeca methanicola (Polychaeta)
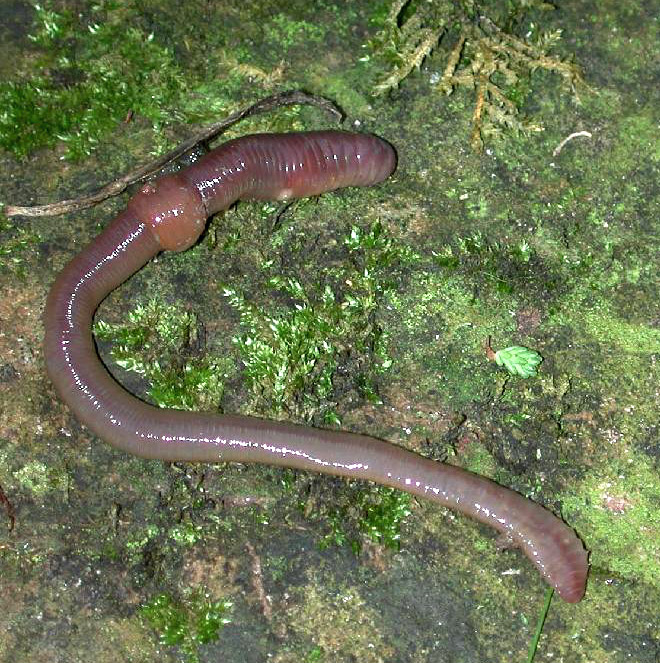
Ver de terre (Oligochaeta, Lumbricina)

## Débat scientifique relatif à la phylogénie desAnnelida
Les anciennes Polychètes sont paraphylétiques : les Clitellates s'enracinent à l'intérieur de ce groupe (et les Hirudinées au sein des Oligochètes qui sont donc également paraphylétiques), ainsi que les Échiures et les Pogonophores et autres Vestimentifères, de même semble-t-il que les Siponcles, tous autrefois considérés comme des groupes indépendants à l'extérieur des Annélides. De même vraisemblablement que les Myzostomides.
La place exacte de ces groupes, ainsi que la racine de l'ensemble, ne font pas l'objet d'un consensus. On a globalement suivi ici les analyses de Zrzavý 2009, mais l'arbre ci-dessus reste très largement hypothétique.

## En savoir plus

### Sources bibliographiques de référence
- Jan Zrzavý, Pavel Říha, Lubomír Piálek et Jan Janouškovec : « Phylogeny of Annelida (Lophotrochozoa): total-evidence analysis of morphology and six genes », BMC Evolutionary Biology, 2009, 9:189
- Torsten H Struck, Nancy Schult, Tiffany Kusen, Emily Hickman, Christoph Bleidorn, Damhnait McHugh et Kenneth M Halanych : « Annelid phylogeny and the status of Sipuncula and Echiura », BMC Evolutionary Biology 2007, 7:57
- Kenneth M. Halanych et Alexis M. Janosik : « A review of molecular markers used for Annelid phylogenetics », Integr. Comp. Biol., vol. 46, n°4, 2006, pp. 533–543
- Barrie G. M. Jamieson, Simon et Annie Tillier, Jean-Lou Justine, Edmund Ling, Sam James, Keith McDonald et Andrew F. Hugall : « Phylogeny of the Megascolecidae and Crassiclitellata (Annelida, Oligochaeta): combined versus partitioned analysis using nuclear (28S) and mitochondrial (12S, 16S) rDNA », Zoosystema vol. 24, n°4, 2002, pp. 707-734
- Kathleen Apakupakul, Mark E. Siddall et Eugene M. Burreson : « Higher Level Relationships of Leeches (Annelida: Clitellata: Euhirudinea) Based on Morphology and Gene Sequences », Molecular Phylogenetics and Evolution vol.12, n°3, 1999, pp. 350–359

### Sources internet
- Leeches and Clitellates
- Mikko's Phylogeny Archive
- The Taxonomicon
- Palaeos.org
- Micro*scope
- NCBI Taxonomy Browser
- The Tree of Life Web Project